# Gustavo Graef-Marino
Gustavo Graef Marino (Santiago, Regió Metropolitana; 25 de setembre de 1955) és un cineasta (director, guionista i productor) xilè. El 1974 va estudiar dret i ciències polítiques a la Universitat de Xile, però ho va deixar per ingressar a l'Escola d'Arts de la Comunicació. Del 1976 al 1991 es va exiliar a Alemanya, on va estudiar direcció de cinema a l'Acadèmia de Ciències Cinematogràfiques de Múnic. Durant la dècada del 1980 va escriure guions i dirigí alguns documentals i sèries com Auf Achse (1986). El 1989 va dirigir el primer llargmetratge, Die Stimme, presentat al III Festival Internacional de Cinema de Viña del Mar. El 1991 va tornar a Xile i el 1993 va dirigir la seva pel·lícula més reeixida, Johnny 100 pesos. El 1999 es va establir als Estats Units.

## Filmografia
Director
- 1989: Die Stimme
- 1993: Johnny 100 pesos
- 1999: Diplomatic Siege
- 1991: Enemigo de mi enemigo
- 2001: Instinto letal
- 2007: Balmaceda, la mirada de un patriota (telefilm de la sèrie Héroes)
- 2008: Prat, espada de honor (telefilm de la serie Héroes)
- 2012: Cobre (sèrie de televisió)
- 2017: Johnny 100 pesos, capítulo dos